# Microstenus falsosus
Microstenus falsosus là một loài tò vò trong họ Ichneumonidae.